# モダンタイムス・フォーエバー
モダンタイムス・フォーエヴァー (ストラ・エンソ・ビルディング, ヘルシンキ)（英語: Modern Times Forever (Stora Enso Building, Helsinki)）は、デンマークのアート集団スーパーフレックスが製作した映画。
上映時間は240時間（10日間）にわたっており、ロジスティクスに次いで長い映画である。映画ではヘルシンキにあるストラ・エンソ社の本社ビルを延々と映し続け、数千年の時を経てビルが次第に朽ち果てていく様子を描いている。一度限りの上映であったが、その時は本社ビルに投影されて上映された。